# Герб на Северна Корея
Гербът на Северна Корея (от хералдическа гледна точка – емблема) е един от националните символи на страната. Наподобява съветския герб. В центъра му е изобразена водноелектрическа централа, а над нея – Пектусан, с грееща над него червена петолъчка. Оризовите класове образуват овална форма на герба. Обвити са с червена лента, на която на чосонгъл е написано „Корейска народнодемократична република“.
- Емблемата на стена на севернокорейското посолство в Прага, Чехия.
- Възстановка на първата емблема от 1946 г.
- Емблемата, определена от конституцията през 1948 г., се използва само в продължение на два месеца.
- Емблемата, използвана до 1993 г., изобразява общ планински хребет.